# هاداكول

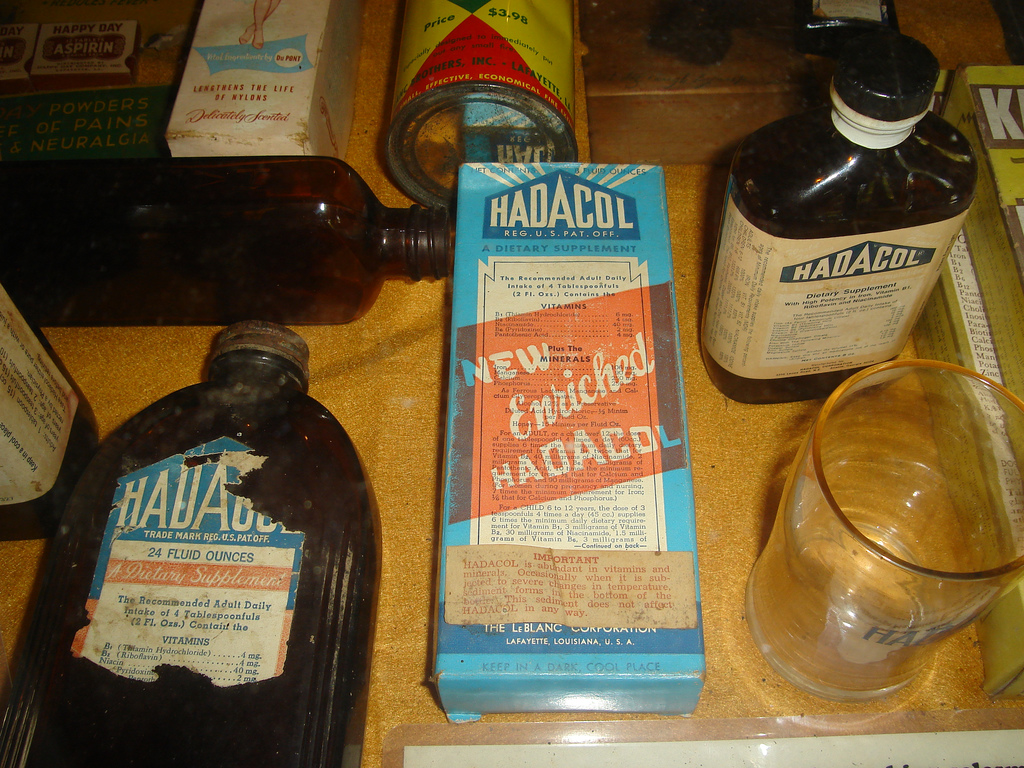
صندوق وزجاجات هاداكول القديمة

هاداكول (بالإنجليزية: Hadacol)‏ كان دواءً مسجلاً يسوق على أنه مكمل غذائي للفيتامينات. ومع ذلك، كان جاذبيته الرئيسية أنه يحتوي على 12 بالمائة من الكحول (مدرج على ملصق زجاجة التونيك على أنه "مادة حافظة")، مما جعله شائعًا جدًا في المقاطعات الجافة (المقاطعة التي تمنع حكومتها المحلية بيع أي نوع من المشروبات الكحولية) في جنوب الولايات المتحدة. كان منتجًا لدودلي ج. لو بلانك، كونغرس ولاية لويزيانا لأربع فترات، وهو ديمقراطي من إرث في أبرشية فيرميليون في جنوب غرب لويزيانا. لم يكن طبيبًا ولا صيدليًا مسجلاً، لكنه كان يتمتع بموهبة قوية في الترويج الذاتي. وصفته مجلة تايم ذات مرة بأنه "بائع بليغ يعرف كل حيل البهلوان في تجارة الباعة المتجولين".

## الجرعة
ذكر ملصق زجاجة التونيك بوضوح أن الجرعة الموصى بها (ملعقة كبيرة تؤخذ 4 مرات في اليوم) يجب أن تؤخذ "... في نصف كوب من الماء بعد الوجبات وقبل النوم". ومع ذلك، كانت بعض الصيدليات في المقاطعات الجافة تبيعه بالجرعة القصيرة، وكان من المعروف أن حانة واحدة على الأقل في الحي الفرنسي في نيو أورلينز تبيع "كوكتيل تاسل" مع الهاداكول كمكون. في نورث بروك ،إلينوي، إحدى ضواحي شيكاغو، اقتصرت مبيعات الهاداكول على متاجر الخمور.

## الترويج

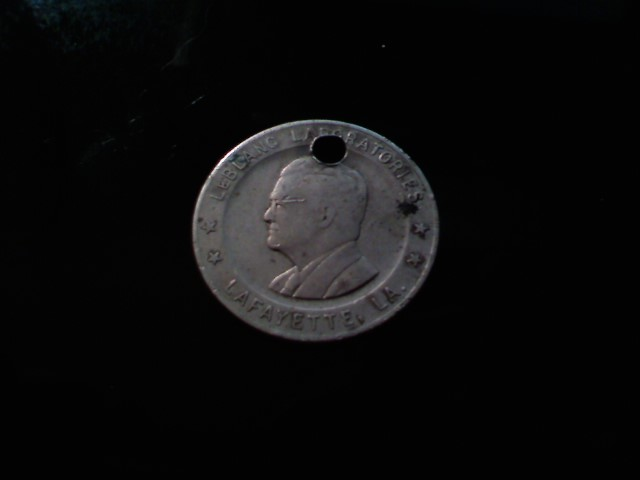
واجهة عملة هاداكول فئة 25 سنتًا لعام 1948. صورة لوبلانك في المركز. يقول الجزء العلوي "مختبرات ليبلانك". مكتوب في الأسفل "لافاييت، لويزيانا". ثُقب الثقب في الأعلى أثناء عملية الاسترداد.

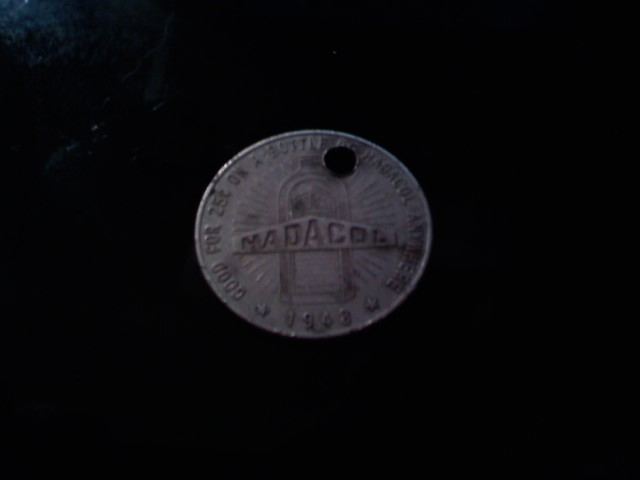
الوجه الخلفي لعملة هاداكول بقيمة 25 سنتًا لعام 1948. الصورة المركزية هي لزجاجة هاداكول مع شريط كتب عليه "HADACOL". في الأعلى مكتوب "صالحة لـ 25 سنتًا على زجاجة هاداكول في أي مكان". وفي الأسفل مكتوب "1948". الثقب الذي عُمل في الجزء العلوي عند الاسترداد.

قام لوبلانك، وهو بائع متمرس، بإنشاء الاسم من شركته، شركة "يوم سعيد"، التي كانت سابقًا صانعة مساحيق صداع "يوم سعيد" (التي صادرتها إدارة الغذاء والدواء في عام 1942، باعتبارها خطرة على الصحة، وتحمل علامات مضللة) وشراب السعال "ديو ديكسي". وقد استمد الحرف "L" من اسم عائلته (ومع ذلك، فإن اللاحقة "-ol" الناتجة في نهاية الاسم كانت مفيدة أيضًا في الإشارة إلى محتوى الدواء من الكحول). عندما سُئل لوبلانك عن الاسم، كان غالبًا ما يمزح قائلاً: "حسنًا، كان علي أن أسميه شيئًا ما!"

ظهر إعلان مكون من صفحتين لهاداكول في وسط طبعة عام 1951 من "تقويم غر ير"، وهو منشور سنوي يُسوق للمزارعين في جنوب الولايات المتحدة. كان عنوان الإعلان (بأحرف كبيرة جدًا):
لا تكتفِ بالراحة العرضية! من الممكن تخفيف سبب أمراضك عندما يتسبب نقص فيتامينات ب1، ب2، الحديد والنياسين في اضطرابات المعدة، والغازات، وحرقة المعدة، وعسر الهضم، والأوجاع والآلام المزعجة، وبعض الاضطرابات العصبية.
وتابع الإعلان بشهادات وتوصية متوهجة للسيناتور لوبلانك، مع التركيز على القوى العلاجية لهاداكول لعدد من الأمراض"... الناتجة عن نقص فيتامينات ب1، ب2، الحديد والنياسين". اُنتجت نسخة كبسولة من هاداكول لفترة وجيزة، تتكون فقط من مزيج فيتامين ب والمعادن.
روّج لوبلانك للمنشط كمكمل غذائي بدلاً من دواء، قائلاً إنه "... رُكب كمساعدة للطبيعة في إعادة بناء الحيوية والقوة والطاقة لصحة مبهجة عندما يكون النظام الغذائي ناقصًا في الفيتامينات والمعادن الموجودة في هذا المنشط..." لكن مجلة تايم وصفته بأنه "سائل بني غامق طعمه يشبه إلى حد ما ماء الصرف، ورائحته أسوأ."
كما أن الجمعية الطبية الأمريكية لم تكن مقدرة له. في بيان صحفي رسمي عام 1951، صرحت الجمعية الطبية الأمريكية: "من المأمول ألا يكون أي طبيب غير ناقد بما يكفي للانضمام إلى الترويج لهاداكول. من الصعب تخيل كيف يمكن للمرء أن يلحق بنفسه أو بمهنته ضررًا أكبر من وجهة نظر إساءة استغلال ثقة المريض الذي يعاني من أي حالة. هاداكول ليس دواءً محددًا. إنه ليس حتى إجراء وقائي محدد."
أغرق لوبلانك موجات الأثير بشهادات حول قوة السائل البني الذي يبدو أنه معجزة (ولكنه كريه المذاق) وحول الأغنية الترويجية المسماة "هاداكول بوجي" إلى تسجيل شائع. تضمنت العناصر الترويجية العديد من النشرات واللافتات والساعات، وكتابًا هزليًا بعنوان "الكابتن هاداكول"، وقمصانًا، وأحمر شفاه، وتقويمًا، وكشتبانات بلاستيكية مطبوع عليها شعار هاداكول، ومسدسات مائية وحافظات على طراز رعاة البقر، وأكواب تستخدم لتناول الخليط المخفف، ورمز معدني مختوم قابل للاسترداد بقيمة 25 سنتًا عند شراء أي زجاجة من هاداكول (وضع لوبلانك صورته الخاصة على وجه الرمز، والشعار المسجل على ظهره). هذه العناصر، جنبًا إلى جنب مع زجاجات هاداكول والصناديق التي كانت معبأة فيها، هي الآن عناصر مطلوبة وتحقق أسعارًا عالية بين هواة جمع تذكارات الجنوب والشعوذة الطبية.

في عام 1950، عرض لوبلانك حافزًا ماليًا كبيرًا لأي شخص يمكنه تزويده بببغاء مدرب على قول "بولي تريد هاداكول!" وكان من المقرر عرض الببغاء في العروض الترويجية. وشمل العرض ما يلي:
سيحصل مالك هذا الطائر، إذا اُختير، على تعويض معقول على أساس التعاقد. سيسافر المالك والببغاء في سيارة ليموزين مع نقش اسم الببغاء بالذهب على الباب وسيقيمون فقط في أفضل الفنادق. سيُزود الببغاء بقفص ذهبي والتأمين على حياته. سيزور الببغاء الصيدليات الكبيرة، ويؤدي عروضًا في المؤتمرات، وما إلى ذلك، ويمكن تقديمه على الراديو والتلفزيون. تتمتع شركة لو بلانك بتصنيف ائتماني عالٍ الدرجة.

## قافلة هاداكول
وفقًا للموسيقي ويلدون "بيج بيل" ليستر، الذي قدم عروضًا في قافلة هاداكول، "الطريقة الوحيدة التي يمكنك من خلالها الدخول إلى هذا العرض هي بغطاء علبة هاداكول، وصدقني، كنا نعزف أمام حشود من عشرة آلاف إلى اثني عشر ألف شخص في الليلة. في تلك الأيام لم يكن هناك العديد من القاعات التي تتسع لهذا العدد من الأشخاص. كنا نعزف في ملاعب الكرة، وحلبات السباق - كما تعلم، في أي مكان لديهم فيه مدرجات كبيرة بما يكفي للتعامل مع هذا النوع من الحشود." كان العرض الأخير في 17 سبتمبر 1951. كتب بول شريدر سيناريو بعنوان "ثمانية مشاهد من حياة هانك ويليامز"، والذي لم يُنتج بعد. يتضمن تسلسلًا لعروضه مع قافلة هاداكول.

## السقوط
في فترة 15 شهرًا انتهت في مارس 1951، باع لوبلانك من التونيك ما قيمته أكثر من 3,600,000 دولار. وفي ستة أشهر أخرى، بعد أن باع لوبلانك حصته في شركة لو بلانك (الشركة الأم لهاداكول) للمستثمرين مقابل 8,200,000 دولار، انهار المشروع تحت وطأة الدائنين.وقد اكتُشف بعد فوات الأوان أن لوبلانك كان ينفق على الإعلانات في تلك المرحلة أكثر مما كان يحققه من إيرادات (مما حول ربحه البالغ 3,600,000 دولار إلى خسارة في الربع الثاني بلغت 1,800,000دولار)، وأخفى كلاً من الفواتير غير المدفوعة التي تبلغ 2,000,000 دولار وديونًا ضريبية بقيمة 656,151 دولارًا، و2,000,000 دولار أخرى، مدرجة في الدفاتر تحت بند "حسابات القبض"، كانت عبارة عن صناديق من التونيك معروضة على البيع قبل القبض، وكان جزء كبير منها يُعاد شحنه. في بيان رسمي للمحكمة، صرحت لجنة التجارة الفيدرالية أن الدعاية التي كانت وراء التونيك كانت "كاذبة ومضللة وخادعة" في تصوير الدواء على أنه "علاج فعال وشفاء لعشرات الأمراض والعلل". لعبت الدعاية السيئة التي تلت ذلك دورًا في خسارة لوبلانك انتخابات منصب حاكم الولاية في عام 1952 ووقف فرصه الانتخابية المستقبلية على مستوى الولاية بشكل فعال.
يذكر كتاب "بدع ومغالطات باسم العلم" لمارتن غاردنر (1952) مقابلة أجراها لوبلانك في برنامج غروشو ماركس الإذاعي: عندما سأل ماركس لوبلانك عن فوائد هاداكول، قدم لوبلانك إجابة صادقة بشكل مذهل. قال السيناتور: "كان جيدًا لي بمقدار خمسة ملايين دولار في العام الماضي". في عام 1954، بعد فضيحة هاداكول، حاول لوبلانك دخول سوق الأدوية المسجلة مرة أخرى بمنشط فيتاميني غير كحولي بنكهة الليمون اسمه "Kary-On". على عكس هاداكول، اختفى بسرعة من الإنتاج.
وفقًا لمكتب الولايات المتحدة لبراءات الاختراع والعلامات التجارية، كانت هناك محاولتان لإحياء هاداكول. كانت الأولى في عام 1987 من قبل إدموندسون إنتربرايزز في شريفبورت، لويزيانا. وكانت المحاولة الثانية في عام 1997 من قبل شركة أو للأدوية في تايلر، تكساس. باءت كلتا محاولتي إحياء العلامة التجارية بالفشل. في عام 1976، وُزعت الفيتامينات المتعددة "هاداكول" من قبل "شركة هاداكول" التي تتخذ من أتلانتا، جورجيا، مقرًا لها في محاولة غير ناجحة لإحياء اسم العلامة التجارية.

## في الثقافة الشعبية
- كان هاداكول موضوعًا للعديد من أغاني الكانتري، وأغاني الريذم آند بلوز، وأغاني الكاجون في عصره:
  - "شرب "هاداكول" من قبل "ويلي الصغير" ليتل فيلد
  - "كل شخص يحب هذا الهداكول" من قبل تيني هيل و أوركستره
  - "H-A-D-A-C-O-L" من آل تيري (أليسون تيريوت)
  - "هداكول (هذا كل شيء) " من قبل ترينييرز
  - "ما وضع البوب في جدتي" من قبل كينيث سي "جيترو" بيرنز و ميل فوري، أداءاً من قبل أودري ويليامز مع كاوبايز المتجولين
  - "Hadacol Boogie" ، التي سجلها بيل نتلز وديكسيه بلو بويز وشملها العديد من الفنانين بما في ذلك تعاون عام 2006 من جيري لي لويس  (بادي قاي) (الذي ينتهي نسخته على ألبوم لويس Last Man Standing مع أوترو يشير إلى ليبلانك "هل كان يجب أن نسميها شيئا ما؟'" نكتة)
  - "Hadacol Bounce" ، كتبها و سجلتها بيل نيتلز وأداءها أيضاً من قبل البروفيسور لونغهير
  - "Hadacol Corners" من قبل (سليم ويليت) (مع تأييده مع الكلاسيكية القريبة "لا تدع النجوم تخرج في عينيك")
  - "فالس دي هاداكول" (هاداكول والتز) من قبل الموسيقي الكاجون / المؤلف هارري تشوتز
  - غنّى جيمي دورانت عن ذلك ("أنا حتى أخلطها مع هاداكول الخاص بي") في أغنية الابتكار في عام 1951 "دبس السكر الأسود".
  - يشار إليها أغنية الجاز "هنا فتاة صغيرة من جاكسونفيل" التي سجلتها بلو (لو باركر) وماريا مولدور.
  - يذكر في اثنين من أغاني (ويونيا هاريس): "آلة الحب" (1952) ؛ و "الشماس لا يحب" (1953): "...يقولون لي هاداكول ويسكي هو حقا أفضل نوع".
  - يشار إليها كسر أنف رودولف الأحمر في أغنية عيد الميلاد " رودولف الحورق الحمراء " كما سجلها بينغ كروسبي وجودي جارلاند في تسجيل 1950.
- في أواخر التسعينات ، غيرت فرقة الجذور الأمريكية بيغ ايرون، لتجنب الخلط مع فرقة أخرى تحمل نفس الاسم، اسم الفرقة إلى هاداكول. أغلفة ألبومهم الاولى في عام 1999، أفضل من هذا، تستند إلى العلامة المستخدمة على زجاجات تونيك.[19]
- في عام 1949، قدم البيانو البلازيوني إلمور "إلمو" نيكسون أول مرة له "رجل مقدم" عندما سجل اثنين من الأغاني تحت اسم "إلمور نيكس والفتى هاداكول".[20][21]
- يتميز كارتون والتر لانتز عام 1952 من هو العظيم؟ بمواجهة بين وودي وودبيكر وبز بزرد كبائع كرنفال يبيع دواءً حاصلًا على براءة اختراع مزيف يسمى "سعال دكتور بوزارد".
- في كارتون وارنر برذرز. عام 1953 صراع العضلات، يشتري دافي داك منشطًا مزيفًا لبناء العضلات يسمى "أتومكول" من بائع متجول.
- في عام 2005، أنشأ برنت جرين فيلمًا قصيرًا متحركًا بعنوان هاداكول كريسماس. يصف الرسوم المتحركة الفيلم البالي الذي تبلغ مدته 12 دقيقة بهذه الطريقة: "يخترع سانتا كلوز عيد الميلاد ببطن ممتلئ بشراب السعال ورأس مليء بالغربان المحتضرة".[22]
- كان "ركن هاداكول" هو الاسم المقترح في الأصل لمدينة ميدكيف في مقاطعة أبتون، تكساس، لكن مكتب البريد الأمريكي اعترض (على ما يبدو لأنه لم يوافق على استخدام اسم علامة تجارية مسجلة كاسم لمدينة).[23][24]
- اُشير إليه في حلقة 05/06/1951 من البرنامج الإذاعي "برنامج جاك بيني".
- اُشير إليه في القصة القصيرة "توصيل خاص" لدامون نايت، التي نشرت في مجلة مجرة الخيال العلمي، أبريل 1954.

## روابط خارجية
- علم فاسد: "رقصة هاداكول"
- سيرة بيغ بيل ليستر - الموسيقي الذي لعب في Hadacol Caravan